# Gabriela-Corina Ene
Gabriela-Corina Ene (n. 1 noiembrie 1987) este un deputat român, ales în 2024 din partea PSD. 